# 紫花螺序草
紫花螺序草（学名：Spiradiclis purpureocaerulea）为茜草科螺序草属下的一个种。

## 扩展阅读
- 維基物種上的相關：紫花螺序草